# Korea Open 1996
Die Korea Open 1996 im Badminton fanden vom 23. bis zum 27. Januar 1996 im Seoul National University Gymnasium in Seoul statt. Das Preisgeld betrug 125.000 US-Dollar. Es war die 6. Auflage der Korea Open. Hauptsponsoren des Turniers waren GF und Joo Bong. Das Turnier hatte einen Fünf-Sterne-Status im World Badminton Grand Prix. 250 Spieler aus 24 Ländern nahmen am Turnier teil, welches von MBC und STAR im Fernsehen übertragen wurde.

## Sieger und Platzierte
| Disziplin    | Gold                       | Silber                       | Bronze                      |
| ------------ | -------------------------- | ---------------------------- | --------------------------- |
| Herreneinzel | Kim Hak-kyun               | Lee Kwang-jin                | Fung Permadi                |
| Herreneinzel | Kim Hak-kyun               | Lee Kwang-jin                | Park Sung-woo               |
| Dameneinzel  | Bang Soo-hyun              | Yao Yan                      | Zhang Ning                  |
| Dameneinzel  | Bang Soo-hyun              | Yao Yan                      | Kim Ji-hyun                 |
| Herrendoppel | Ricky Subagja Rexy Mainaky | Cheah Soon Kit Yap Kim Hock  | Chew Choon Eng Rosman Razak |
| Herrendoppel | Ricky Subagja Rexy Mainaky | Cheah Soon Kit Yap Kim Hock  | Simon Archer Chris Hunt     |
| Damendoppel  | Gil Young-ah Jang Hye-ock  | Kim Mee-hyang Kim Shin-young | Qin Yiyuan Tang Hetian      |
| Damendoppel  | Gil Young-ah Jang Hye-ock  | Kim Mee-hyang Kim Shin-young | Julie Bradbury Joanne Goode |
| Mixed        | Park Joo-bong Ra Kyung-min | Simon Archer Julie Bradbury  | Nick Ponting Joanne Goode   |
| Mixed        | Park Joo-bong Ra Kyung-min | Simon Archer Julie Bradbury  | Kim Dong-moon Gil Young-ah  |

## Finalergebnisse
| Disziplin    | Sieger                     | Finalist                     | Ergebnis          |
| ------------ | -------------------------- | ---------------------------- | ----------------- |
| Herreneinzel | Kim Hak-kyun               | Lee Kwang-jin                | 15-5, 15-5        |
| Dameneinzel  | Bang Soo-hyun              | Yao Yan                      | 11-3, 11-0        |
| Herrendoppel | Ricky Subagja Rexy Mainaky | Cheah Soon Kit Yap Kim Hock  | 15-5, 17-14       |
| Damendoppel  | Gil Young-ah Jang Hye-ock  | Kim Shin-young Kim Mee-hyang | 1-15, 15-11, 15-4 |
| Mixed        | Park Joo-bong Ra Kyung-min | Simon Archer Julie Bradbury  | 15-9, 15-11       |